# 米茲達省
米茲達省（阿拉伯语：‎）是利比亞一個已撤銷的省，位於該國西北部，現屬西山省。面積72,180平方公里。2003年人口41,476人。首府米茲達。